# Chaetocladius suecicus
Chaetocladius suecicus är en tvåvingeart som först beskrevs av Jean-Jacques Kieffer och August Friedrich Thienemann 1916.  Chaetocladius suecicus ingår i släktet Chaetocladius och familjen fjädermyggor. Arten är reproducerande i Sverige. Inga underarter finns listade i Catalogue of Life.